# Allochernes maroccanus
Allochernes maroccanus es una especie de arácnido  del orden Pseudoscorpionida de la familia Chernetidae.

## Distribución geográfica
Se encuentra en Marruecos.